# Amphicnemis kuiperi
Amphicnemis kuiperi – gatunek ważki z rodziny łątkowatych (Coenagrionidae). Endemit indonezyjskiej wyspy Belitung i otaczających ją wysepek.